# Charge-coupled device

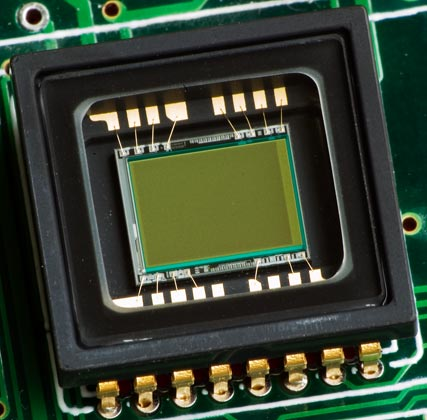
CCD in een camera

Een charge-coupled device (Nederlands: 'ladinggekoppeld component', afkorting CCD) is een chip die elektromagnetische straling omzet in elektrische lading. De chip bestaat uit reeksen van kleine condensatoren verbonden door elektronische schakelaars. Door de schakelaars beurtelings open en dicht te zetten kunnen ladingen van de ene naar de andere kant getransporteerd worden. Een oude benaming van dit principe is "bucket brigade device", verwijzend naar de emmertjesbrigade die vroeger bij brand emmers met water doorgaf.

## Schakeling
CCD's worden toegepast als vertragingslijn in onder andere televisieontvangers maar zijn vooral bekend als de chip die een fotografisch beeld om kan zetten in een elektrisch signaal. Hierbij wordt gebruikgemaakt van door fotonen gegenereerde elektronen die in de zeer kleine condensators verzameld worden. De chip bevat hier verscheidene rijen CCD's die onderling ook weer gekoppeld zijn.
Door elektrische spanningen op een bepaalde manier aan te brengen kunnen er in sommige condensatortjes elektronen verzameld worden en in sommige niet. De condensatoren die geen lading kunnen verzamelen dienen ervoor om condensatoren die wel lading kunnen verzamelen van elkaar elektrisch te scheiden. De condensatortjes die aan licht blootgesteld worden verzamelen een bepaalde lading elektronen afhankelijk van de hoeveelheid licht. Zij vormen beeldpunten of pixels en bepalen met het lenzenstelsel de resolutie (het scheidend vermogen) van de CCD.

Verplaatsing van de lading in een CCD

De lading wordt naar het uitleescircuit getransporteerd door de spanningen op de condensatoren op een slimme manier te schakelen. Voor oude, analoge videocamera's werd dit signaal zonder veel nabewerking rechtstreeks als videosignaal afgeleverd, voor digitale foto- en videocamera's wordt het eerst gedigitaliseerd.

## Verwerking
De CCD bevindt zich achter de lens van een digitale camera. Het opgevangen licht wordt omgezet in een elektrisch signaal. Dit signaal wordt vervolgens door een andere chip omgezet in een digitaal signaal, bestaande uit uitsluitend enen en nullen. Deze laatste gegevensvorm kan door de computer begrepen worden.

## Software-interpolatie voor kleurweergave
Een CMOS-sensor bestaat uit een groot aantal lichtgevoelige fotodioden. Doorgaans liggen deze fotodioden strak gerangschikt in horizontale en verticale banen. Er is echter één probleem: de fotodiodes op de CMOS en CCD kunnen geen kleuren onderscheiden. Dit probleem wordt opgelost door een speciaal filter op de CCD te plaatsen. Dit filter verdeelt de fotodiodes in drie groepen, één groep die de kleur rood meet, één groep voor groen en één groep voor blauw. Zo ontstaan er dus eigenlijk drie afbeeldingen die met een proces van combineren tot één afbeelding worden gemaakt. Dit proces wordt ook wel software-interpolatie genoemd.

## Voor- en nadelen
Een voordeel van een CCD is dat deze veel lichtgevoeliger is dan de in conventionele camera's gebruikte film. Daarom worden CCD's veel gebruikt bij astronomie. Wat bij film uren zou kosten om te registreren, kan door middel van een CCD in een paar minuten worden vastgelegd. Een bijverschijnsel van het principe van de CCD is hier wel dat als een heldere ster in beeld staat deze tijdens het transport van het beeld ook nog de condensatortjes ontlaadt, wat dan als een lichte streep in het uiteindelijke beeld te zien is.

## Verschillen tussen monoCCD's en 3CCD-sensors

Lichtscheiding voor een 3CCD-camera

MonoCCD's worden vooral toegepast in goedkopere camcorders en 3CCD's in de duurdere versies (prosumer). MonoCCD's hebben 1 CCD-blok, waarbij elke pixel afwisselend een rood filter, een groen filter en een blauw filter krijgt. Bij 3 CCD's is er een sensor voor elke hoofdkleur, wat zorgt voor een veel hogere resolutie. De kleurscheiding wordt verzorgd door een stelsel van prisma's dat zorgt dat er op elk CCD een verschillende kleur licht valt.

## Toepassingen
- Wetenschappelijke licht- en beeldregistratie, bijvoorbeeld in de sterrenkunde ter vervanging van fotografische film en in elektronenmicroscopen.
- Röntgencamera's in medische toepassingen (CT) en röntgenastronomie
- Consumentenelektronica, zoals digitale fotocamera's en videocamera's